# Contres (Cher)
Contres település Franciaországban, Cher megyében. Lakosainak száma 34 fő (2022. január 1.). Contres Dun-sur-Auron, Meillant, Parnay, Saint-Germain-des-Bois és Uzay-le-Venon községekkel határos.

## Népesség
A település népességének változása:
| Lakosok száma | 56   | 21   | 28   | 28   | 35   | 33   | 32   | 33   | 33   | 34   |
|               | 1968 | 1982 | 1990 | 2006 | 2013 | 2015 | 2017 | 2019 | 2020 | 2022 |